# Årre Sogn

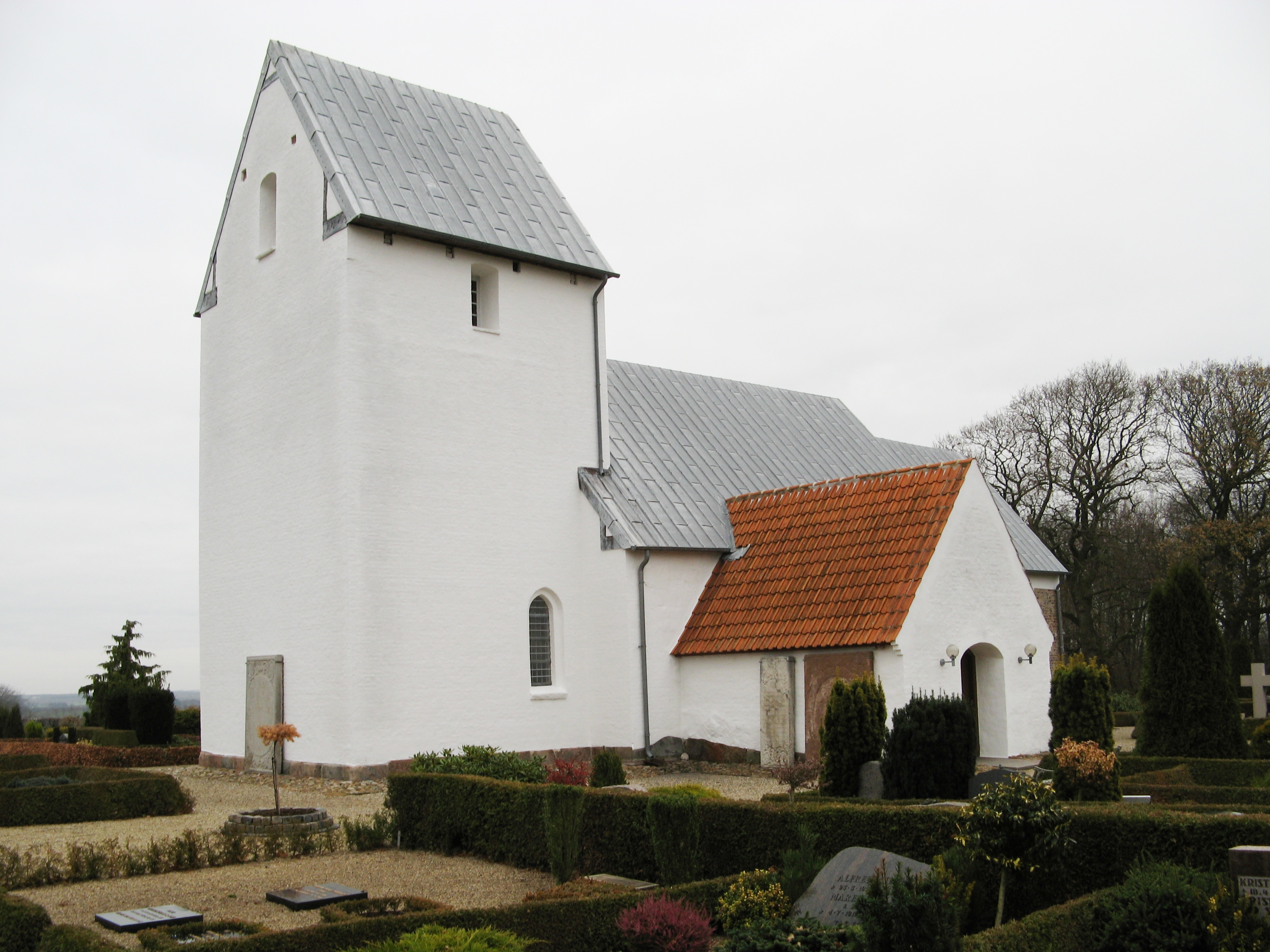
Årre Kirke

Årre Sogn ist eine Kirchspielsgemeinde (dän.: Sogn) im südlichen Dänemark. Bis 1970 gehörte sie zur Harde Skast Herred im damaligen Ribe Amt, danach zur Helle Kommune im erweiterten Ribe Amt, die im Zuge der  Kommunalreform zum 1. Januar 2007 in der „neuen“  Varde Kommune in der Region Syddanmark aufgegangen ist.
Im Kirchspiel leben 892 Einwohner, davon 626 im Kirchdorf (Stand:1. Januar 2023). Im Kirchspiel liegt die Kirche „Årre Kirke“.
Nachbargemeinden sind im Westen Grimstrup Sogn, im Norden Næsbjerg Sogn und Øse Sogn, im Osten Fåborg Sogn, ferner in der südlich benachbarten Esbjerg Kommune Vester Nykirke Sogn.